# Udo Kroschwald
Udo Kroschwald (Freiberg, aprile 1955) è un attore tedesco, attivo in campo televisivo, teatrale e cinematografico.
Complessivamente, tra cinema e televisione, ha partecipato - a partire dalla metà degli anni ottanta - ad una cinquantina di differenti produzioni.
Il suo ruolo più famoso è probabilmente quello del Commissario Capo Jan Reuter nella serie televisiva SOKO Wismar, ruolo che interpreta dal 2004. Tra gli altri suoi ruoli degni di nota, figurano quelli nei film Il pianista (2002) e Berlin Calling (2008).
Fa parte dello staff artistico del Deutsches Theater di Berlino (dal 1988).

## Filmografia parziale

### Cinema
- Der Haifischfütterer, regia di Erwin Stranka (1985) - ruolo: Danny
- Grönland (1990) - Sig. Weh
- Apfelbäume, regia di Helma Sanders-Brahms (1992)
- Ein Elefant im Krankenhaus (1993)
- Adamski (1993)
- La promessa (Das Versprechen), regia di Margarethe von Trotta (1994)
- Il pianista (The Pianist), regia di Roman Polański (2002) - Schultz
- Ein Schiff wird kommen (2003)
- Nimm dir dein Leben, regia di Sabine Michel (2005) - Manfred Beutel
- Mein Führer - La veramente vera verità su Adolf Hitler (Mein Führer - Die wirklich wahrste Wahrheit über Adolf Hitler), regia di Dani Levy (2007) - Martin Bormann
- AlleAlle, regia di Pepe Planitzer (2007)
- Berlin Calling, regia di Hannes Stöhr (2008) - Karow, padre di Martin
- Diamantenhochzeit (2009) - Grecco
- Tom Atkins Blues (2010) - Viktor

### Televisione
- Jugend ohne Gott - film TV (1991)
- Haus Herzenstod - film TV (1992)
- Karate-Billi kehrt zurück - film TV (1993) - Max von Stahl
- Mein Name ist Marlene Dietrich - film TV (1993)
- Tatort - serie TV, 1 episodio (1996)
- Stefanie - serie TV, 1 episodio (1998)
- Tatort - serie TV, 1 episodio (1998) - tassista
- Polizeiruf 110 - serie TV, 1 episodio (1999)
- Zwei Engel auf Streife - film TV (2001) - Lutz Koslowski
- Der Verleger - film TV (2001) - Peter Tann
- Berlin Is in Germany - film TV (2001) - Erich Tischer
- Verbotene Küsse - film TV (2001) - Quentin
- Aszendent Liebe - film TV, regia di Helmut Metzger (2001) - Udo Meyerling
- Zwei Engel auf Streife - serie TV (2002) - Lutz Koslowski
- Liebling, bring die Hühner ins Bett - film TV (2002) - Padre Juchem
- Tage des Sturms - film TV (2003)
- Tatort - serie TV, 1 episodio (2003) - Dott. Mühlberg
- Lolle (Berlin, Berlin) - serie TV, 2 episodi (2003)
- Il posto delle farfalle (Nur Anfänger heiraten) (2003) - Manager dell'hotel
- Woyzeck - film TV (2004) - Buckliger
- SOKO Wismar - serie TV (2004-in corso) - Commissario Capo Jan Reuter
- Wolff - Un poliziotto a Berlino - serie TV, 1 episodio (2005)
- Ketchup Connection - film TV (2005)
- Beutolomäus und der geheime Weihnachtswunsch - film TV (2006)
- Karol Wojtyła - Geheimnisse eines Papstes - film TV (2006) - Stanisław Dziwisz
- Guardia costiera (Küstenwache) - serie TV - 1 episodio (2007) - Paul
- In aller Freundschaft - serie TV (2008) - Oskar Meister
- Plötzlich Millionär - film TV (2008) - Heinz Knesebeck
- Die Spielerin - film TV (2008) - Friedrich
- In aller Freundschaft - serie TV (2011) - Eberhard Schmidt
- Guardia costiera (Küstenwache) - serie TV - 1 episodio (2011) - Ole Jansen
- Last Cop - L'ultimo sbirro (Der letzte Bulle) - serie TV, 1 episodio (2011) - Heinz Schäfer

## Doppiaggi
- Vladimir Bogdanov nel ruolo di Martin Bormann in Moloch, regia di Aleksandr Sokurov (1999)[7]

## Doppiatori italiani
Udo Kroschwald è stato doppiato da:
- Carlo Baccarini ne Il pianista[4][8]
- Guido Rutta in Berlin Calling[5][9]